# Plavanje na Poletnih olimpijskih igrah 2012
Plavanje na Poletnih olimpijskih igrah 2012. Tekmovanja so potekala v sedemnajstih disciplinah za moške in ženske.

## Dobitniki medalj
| Disciplina       | Zlato | Zlato       | Srebro | Srebro               | Bron | Bron       |
| 50 m prosto      | Florent Manaudou (FRA) | 21,34       | Cullen Jones (USA) | 21,54                | César Cielo (BRA) | 21,59      |
| 100 m prosto     | Nathan Adrian (USA) | 47,52       | James Magnussen (AUS) | 47,53                | Brent Hayden (CAN) | 47,80      |
| 200 m prosto     | Yannick Agnel (FRA) | 1:43,14 DR  | Jang Sun (CHN) · Tae Hvan Park (KOR) | 1:44,93 DR (za Kit.) | |            |
| 400 m prosto     | Jang Sun (CHN) | 3:40,14OR'' | Tae Hvan Park (KOR) | 3:42,06              | Peter Vanderkaay (USA) | 3:44,69    |
| 1500 m prosto    | Jang Sun (CHN) | 14:31,02 SR | Ryan Cochrane (CAN) | 14:39,63 CR          | Oussama Mellouli (TUN) | 14:40,31   |
|                  | |             | |                      | |            |
| 100 m hrbtno     | Matt Grevers (USA) | 52,16 OR    | Nick Thoman (USA) | 52,92                | Rjosuke Irie (JPN) | 52,97      |
| 200 m hrbtno     | Tyler Clary (USA) | 1:53,41 OR  | Rjosuke Irie (JPN) | 1:53,78              | Ryan Lochte (USA) | 1:53,94    |
|                  | |             | |                      | |            |
| 100 m prsno      | Cameron van der Burgh (RSA) | 58,46 SR    | Christian Sprenger (AUS) | 58,93                | Brendan Hansen (USA) | 59,49      |
| 200 m prsno      | Dániel Gyurta (HUN) | 2:07,28 SR  | Michael Jamieson (GBR) | 2:07,43 DR           | Rjo Tateiši (JPN) | 2:08,29    |
|                  | |             | |                      | |            |
| 100 m delfin     | Michael Phelps (USA) | 51,21       | Chad le Clos (RSA) · Jevgenij Korotiškin (RUS) | 51,44                | |            |
| 200 m delfin     | Chad le Clos (RSA) | 1:52,96 CR  | Michael Phelps (USA) | 1:53,01              | Takeši Macuda (JPN) | 1:53,21    |
|                  | |             | |                      | |            |
| 200 m mešano     | Michael Phelps (USA) | 1:54,27     | Ryan Lochte (USA) | 1:54,90              | László Cseh (HUN) | 1:56,22    |
| 400 m mešano     | Ryan Lochte (USA) | 4:05,18     | Thiago Pereira (BRA) | 4:08,86 =CR          | Kosuke Hagino (JPN) | 4:08,94 CR |
|                  | |             | |                      | |            |
| 4 × 100 m prosto | Francija · Amaury Leveaux (48,13) · Fabien Gilot (47,67) · Clément Lefert (47,39) · Yannick Agnel (46,74) · Alain Bernard · Jérémy Stravius                      | 3:09,93     | ZDA · Nathan Adrian (47,89) · Michael Phelps (47,15) · Cullen Jones (47,60) · Ryan Lochte (47,74) · Jimmy Feigen · Matt Grevers · Ricky Berens · Jason Lezak | 3:10,38              | Rusija · Andrej Grečin (48,57) · Nikita Lobincev (47,39) · Vladimir Morozov (47,85) · Danila Izotov (47,60) · Jevgenij Lagunov · Sergej Fesikov          | 3:11,41    |
| 4 × 200 m prosto | ZDA · Ryan Lochte (1:45,15) · Conor Dwyer (1:45,23) · Ricky Berens (1:45,27) · Michael Phelps (1:44,05) · Charlie Houchin · Matt McLean · Davis Tarwater         | 6:59,70     | Francija · Amaury Leveaux (1:46,70) · Grégory Mallet (1:46,83) · Clément Lefert (1:46,00) · Yannick Agnel (1:43,24) · Jérémy Stravius                        | 7:02,77 DR           | Kitajska · Jun Hao (1:47,12) · Junši Li (1:46,46) · Haiši Džiang (1:47,17) · Jang Sun (1:45,55) · Živu Lu · Džun Dai                                     | 7:06,30    |
| 4 × 100 m mešano | ZDA · Matt Grevers (52,58) · Brendan Hansen (59,19) · Michael Phelps (50,73) · Nathan Adrian (46,85) · Nick Thoman · Eric Shanteau · Tyler McGill · Cullen Jones | 3:29,35     | Japonska · Rjosuke Irie (52,92) · Kosuke Kitadžima (58,64) · Takeši Macuda (51,20) · Takuro Fudžii (48,50)                                                   | 3:31,26              | Avstralija · Hayden Stoeckel (53,71) · Christian Sprenger (59,05) · Matt Targett (51,60) · James Magnussen (47,22) · Brenton Rickard · Tommaso D'Orsogna | 3:31,58    |
|                  | |             | |                      | |            |
| 10 km maraton    | Oussama Mellouli (TUN) | 1:49:55,1   | Thomas Lurz (GER) | 1:49:58,5            | Richard Weinberger (CAN) | 1:50:00,3  |

## Dobitnice medalj
| Disciplina       | Zlato | Zlato          | Srebro | Srebro      | Bron | Bron       |
| 50 m prosto      | Ranomi Kromowidjojo (NED) | 24,05 OR       | Alijaksandra Herasimenja (BLR) | 24,28 DR    | Marleen Veldhuis (NED) | 24,39      |
| 100 m prosto     | Ranomi Kromowidjojo (NED) | 53,00 OR       | Alijaksandra Herasimenja (BLR) | 53,38       | Ji Tang (CHN) | 53,44      |
| 200 m prosto     | Allison Schmitt (USA) | 1:53,61 OR, CR | Camille Muffat (FRA) | 1:55,58     | Bronte Barratt (AUS) | 1:55,81    |
| 400 m prosto     | Camille Muffat (FRA) | 4:01,45 OR     | Allison Schmitt (USA) | 4:01,77 CR  | Rebecca Adlington (GBR) | 4:03,01    |
| 800 m prosto     | Katie Ledecky (USA) | 8:14,63 CR     | Mireia Belmonte García (ESP) | 8:18,76 DR  | Rebecca Adlington (GBR) | 8:20,32    |
|                  | |                | |             | |            |
| 100 m hrbtno     | Missy Franklin (USA) | 58,33 CR       | Emily Seebohm (AUS) | 58,68       | Aja Terakava (JPN) | 58,83 CR   |
| 200 m hrbtno     | Missy Franklin (USA) | 2:04,06 SR     | Anastasija Zujeva (RUS) | 2:05,92     | Elizabeth Beisel (USA) | 2:06,55    |
|                  | |                | |             | |            |
| 100 m prsno      | Rūta Meilutytė (LTU) | 1:05,47        | Rebecca Soni (USA) | 1:05,55     | Satomi Suzuki (JPN) | 1:06,46    |
| 200 m prsno      | Rebecca Soni (USA) | 2:19,59 SR     | Satomi Suzuki (JPN) | 2:20,72 =CR | Julija Jefimova (RUS) | 2:20,92 CR |
|                  | |                | |             | |            |
| 100 m delfin     | Dana Vollmer (USA) | 55,98 SR       | Jing Lu (CHN) | 56,87       | Alicia Coutts (AUS) | 56,94      |
| 200 m delfin     | Ljujang Džiao (CHN) | 2:04,06 OR     | Mireia Belmonte García (ESP) | 2:05,25 DR  | Nacumi Hoši (JPN) | 2:05,48    |
|                  | |                | |             | |            |
| 200 m mešano     | Šiven Je (CHN) | 2:07,57 OR, CR | Alicia Coutts (AUS) | 2:08,15     | Caitlin Leverenz (USA) | 2:08,95    |
| 400 m mešano     | Šiven Je (CHN) | 4:28,43 SR     | Elizabeth Beisel (USA) | 4:31,27     | Šuanšu Li (CHN) | 4:32,91    |
|                  | |                | |             | |            |
| 4 × 100 m prosto | Avstralija · Alicia Coutts (53,90) · Cate Campbell (53,19) · Brittany Elmslie (53,41) · Melanie Schlanger (52,65) · Emily Seebohm · Yolane Kukla · Libby Trickett        | 3:33,15 OR     | Nizozemska · Inge Dekker (54,67) · Marleen Veldhuis (53,80) · Femke Heemskerk (53,39) · Ranomi Kromowidjojo (51,93) · Hinkelien Schreuder ·                                               | 3:33,79     | ZDA · Missy Franklin (53,52) · Jessica Hardy (53,53) · Lia Neal (53,65) · Allison Schmitt (53,54) · Amanda Weir · Natalie Coughlin                                | 3:34,24 CR |
| 4 × 200 m prosto | ZDA · Missy Franklin (1:55,96) · Dana Vollmer (1:56,02) · Shannon Vreeland (1:56,85) · Allison Schmitt (1:54,09) · Lauren Perdue · Alyssa Anderson                       | 7:42,92 OR, CR | Avstralija · Bronte Barratt (1:55,76) · Melanie Schlanger (1:55,62) · Kylie Palmer (1:56,91) · Alicia Coutts (1:56,12) · Brittany Elmslie · Angie Bainbridge · Jade Neilsen · Blair Evans | 7:44,41     | Francija · Camille Muffat (1:55,51) · Charlotte Bonnet (1:57,78) · Ophélie-Cyrielle Étienne (1:58,05) · Coralie Balmy (1:56,15) · Margaux Farrell · Mylène Lazare | 7:47,49 DR |
| 4 × 100 m mešano | ZDA · Missy Franklin (58,50) · Rebecca Soni (1:04,82) · Dana Vollmer (55,48) · Allison Schmitt (53,25) · Rachel Bootsma · Breeja Larson · Claire Donahue · Jessica Hardy | 3:52,05 SR     | Avstralija · Emily Seebohm (59,01) · Leisel Jones (1:06,06) · Alicia Coutts (56,41) · Melanie Schlanger (52,54) · Brittany Elmslie                                                        | 3:54,02     | Japonska · Aja Terakava (58,99) · Satomi Suzuki (1:05,96) · Juka Kato (57,36) · Haruka Ueda (53,42)                                                               | 3:55,73    |
|                  | |                | |             | |            |
| 10 km maraton    | Éva Risztov (HUN) | 1:57:38,2      | Haley Anderson (USA) | 1:57:38,6   | Martina Grimaldi (ITA) | 1:57:41,8  |

## Medalje po državah
| Poz    | Država              | Zlato | Srebro | Bron | Skupaj |
| 1      | ZDA                 | 16    | 9      | 6    | 31     |
| 2      | Kitajska            | 5     | 2      | 3    | 10     |
| 3      | Francija            | 4     | 2      | 1    | 7      |
| 4      | Nizozemska          | 2     | 1      | 1    | 4      |
| 5      | Južna Afrika        | 2     | 1      | 0    | 3      |
| 6      | Madžarska           | 2     | 0      | 1    | 3      |
| 7      | Avstralija          | 1     | 6      | 3    | 10     |
| 8      | Tunizija            | 1     | 0      | 1    | 2      |
| 9      | Litva               | 1     | 0      | 0    | 1      |
| 10     | Japonska            | 0     | 3      | 8    | 11     |
| 11     | Rusija              | 0     | 2      | 2    | 4      |
| 12     | Belorusija          | 0     | 2      | 0    | 2      |
| 12     | Španija             | 0     | 2      | 0    | 2      |
| 12     | Južna Koreja        | 0     | 2      | 0    | 2      |
| 15     | Združeno kraljestvo | 0     | 1      | 2    | 3      |
| 15     | Kanada              | 0     | 1      | 2    | 3      |
| 17     | Brazilija           | 0     | 1      | 1    | 2      |
| 18     | Nemčija             | 0     | 1      | 0    | 1      |
| 19     | Italija             | 0     | 0      | 1    | 1      |
| Skupaj | Skupaj              | 34    | 36     | 32   | 102    |